# Gran Consiglio (Turgovia)
Il Gran Consiglio del Canton Turgovia (in francese Grand Conseil du canton de Thurgovie ed in tedesco Grosse Rat des Kantons Thurgau) è un parlamento cantonale di Turgovia.